# فيليكس أنتوني ماتشادو
فيليكس أنتوني ماتشادو (بالإنجليزية: Felix Anthony Machado)‏ هو كاهن كاثوليكي هندي، ولد في 6 يونيو 1948 في Vasai ‏ في الهند.